# ギットウィルギオーツ
ギットウィルギオーツ（英語表記：Gitwilgyoots）は、カナダ・ブリティッシュコロンビア州のツィムシアン・ネイションの14部族のうちのひとつである。
また、かつてスキーナ川下流域におり、現在はラッカラームス（別名、ポートシンプソン）に居住して「ツィムシアン9部族連合」を形成している9部族のひとつでもある。ギットウィルギオーツの名は「昆布の地の人びと」という意味である。彼らの伝統的なテリトリーにはスキーナ川の河口の周囲の地区が含まれている。ハドソン湾会社がラッカラームスに砦を建設した1834年以降、彼らはそこに拠点を移している。
ギトウィルギオーツ部族の首長権は、Saxsa'axtという称号と共に世襲される。人類学者のヴァイオラ・ガーフィールドの1938年の記録によると、Saxsa'axtの当時の所有者は、母系相続の規則にしたがって、自身の母の兄弟からそれを相続し、30年以上もその地位にあったという。1930年代には、Saxsa'axtのイエは、ラッカラームスにおいて最大のイエ集団（拡大母系家族）であった。人間のかたちをしたグリズリーを表現したこのイエに属するトーテムポールが、1870年代に立てられ、原形をとどめないほどに朽ちてはいたものの、1930年代頃まではまだ建っていた。
ウィリアム・ベイノンの1935年の記録によると、ラッカラームスのギットウィルギオーツ部族には49人のギスプドワダ（オルカ・クラン）（22人のSaxsa'axtのイエを含む、3つのイエ集団）、1人のガナーダ（ワタリガラス・クラン）、10人のラッキブー（オオカミ・クラン）（1つのイエ集団）、23人のラクスギーク（ワシ・クラン）（1つのイエ集団）からなっていた。

## 書誌
- Garfield, Viola E. (1939) "Tsimshian Clan and Society."  University of Washington Publications in Anthropology, vol. 7, no. 3, pp. 167-340.